# گراندی نگوی
گراندی نگوی (انگلیسی: Granddi Ngoyi؛ زادهٔ ۱۷ مهٔ ۱۹۸۸) بازیکن فوتبال اهل فرانسه است.
از باشگاه‌هایی که در آن بازی کرده‌است می‌توان به باشگاه فوتبال پالرمو، باشگاه فوتبال استاد برستوا ۲۹، باشگاه فوتبال نانت، باشگاه فوتبال کلرمون فوت، باشگاه فوتبال دیژون، باشگاه فوتبال پاری سن ژرمن، باشگاه فوتبال لیدز یونایتد، و باشگاه فوتبال تروا اشاره کرد.
وی همچنین در تیم‌های ملی فوتبال زیر ۱۹ سال فرانسه، زیر ۲۱ سال فرانسه، و جمهوری دموکراتیک کنگو بازی کرده‌است.